# Savouges
Savouges ist eine französische Gemeinde mit 377 Einwohnern (Stand 1. Januar 2022) im Département Côte-d’Or in der Region Bourgogne-Franche-Comté (vor 2016 Bourgogne); sie gehört zum Arrondissement Beaune und zum Kanton Nuits-Saint-Georges. 

## Geographie
Savouges liegt etwa 16 Kilometer südlich von Dijon. Umgeben wird Savouges von den Nachbargemeinden Broindon im Nordwesten und Norden, Noiron-sous-Gevrey im Norden und Nordosten, Corcelles-lès-Cîteaux im Osten und Südosten, Saint-Nicolas-lès-Cîteaux im Süden sowie Épernay-sous-Gevrey im Südwesten und Westen.

## Bevölkerung
| Jahr                       | 1962 | 1968 | 1975 | 1982 | 1990 | 1999 | 2006 | 2013 | 2019 |
| Einwohner                  | 50   | 47   | 60   | 92   | 153  | 183  | 330  | 380  | 385  |
| Quellen: Cassini und INSEE |      |      |      |      |      |      |      |      |      |

## Sehenswürdigkeiten

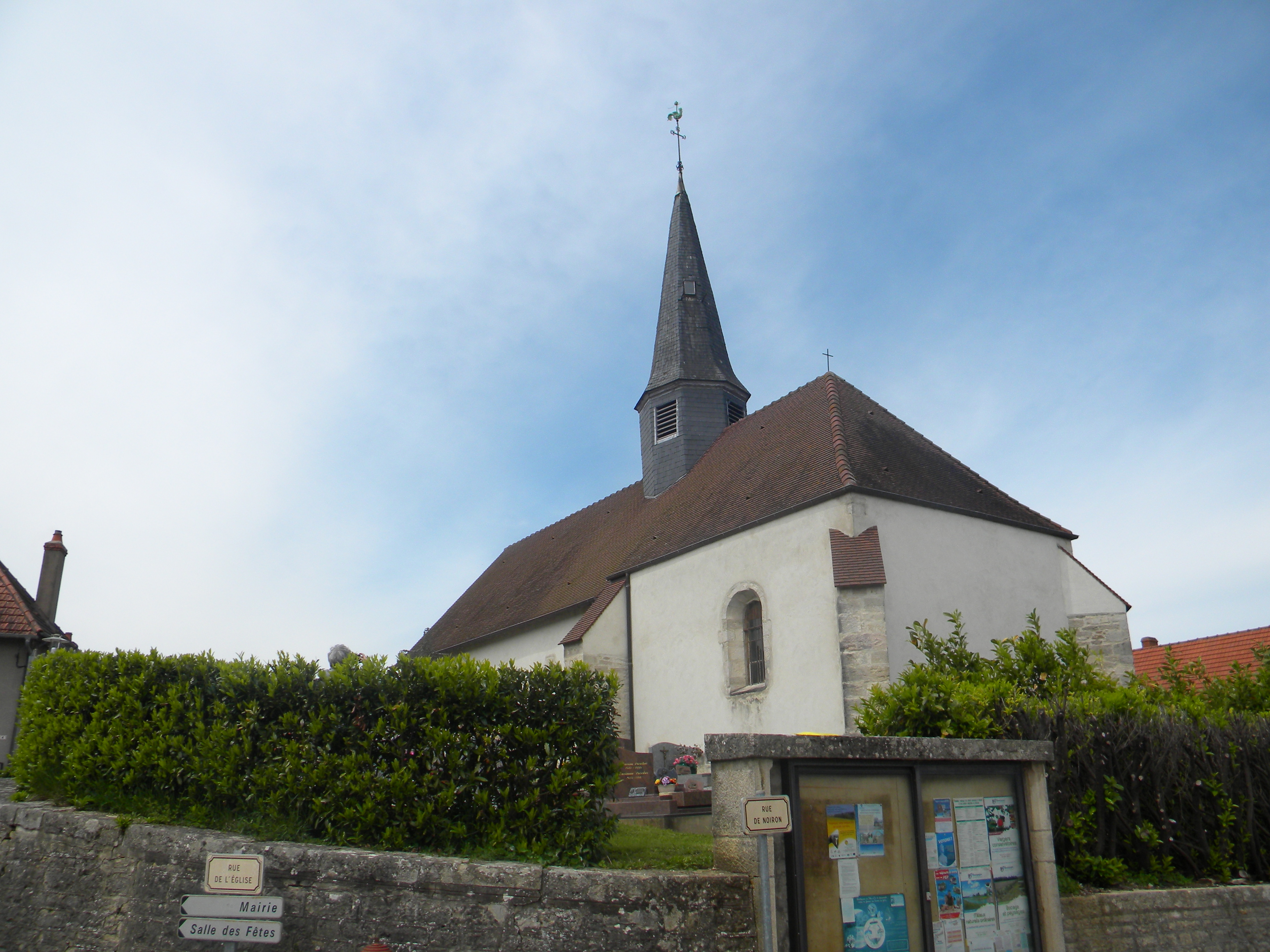
Kirche Saint-Laurent

- Kirche Saint-Laurent